# Nauze
Die Nauze ist ein Fluss in Frankreich, der im Département Dordogne in der Region Nouvelle-Aquitaine verläuft. Sie entspringt  im nördlichen Gemeindegebiet von Mazeyrolles, entwässert generell in nördlicher Richtung durch die Landschaft Périgord noir und mündet nach rund 18 Kilometern im Gemeindegebiet von Siorac-en-Périgord als linker Nebenfluss in die Dordogne. Die Nauze wird auf ihrem Weg von der Bahnstrecke Niversac–Agen begleitet. Auf ihrem letzten Kilometer vor der Mündung fließt sie in geringem Abstand parallel zur Dordogne.

## Orte am Fluss
(Reihenfolge in Fließrichtung)
- Salles-de-Belvès
- Larzac
- Belvès, Gemeinde Pays de Belvès
- Sagelat
- Monplaisant
- Siorac-en-Périgord